# Galaktanska endo-beta-1,3-galaktanaza
Galaktanska endo-beta-1,3-galaktanaza (EC 3.2.1.181, endo-beta-1,3-galaktanaza) je enzim sa sistematskim imenom arabinogalaktan 3-beta-D-galaktanohidrolaza. Ovaj enzim katalizuje sledeću hemijsku reakciju
Ovaj enzim specifično hidrolizuje beta-1,3-galaktan i beta-1,3-galaktooligosaharide
Enzim iz gljive Flammulina velutipes (zimska pečurka) hidrolizuje beta(1->3) veze prisutne u tipu II biljnih arabinogalaktana

## Literatura
- Nicholas C. Price; Lewis Stevens (1999). Fundamentals of Enzymology: The Cell and Molecular Biology of Catalytic Proteins (Third изд.). USA: Oxford University Press. ISBN 019850229X.
- Eric J. Toone (2006). Advances in Enzymology and Related Areas of Molecular Biology, Protein Evolution (Volume 75 изд.). Wiley-Interscience. ISBN 0471205036.
- Branden C; Tooze J. Introduction to Protein Structure. New York, NY: Garland Publishing. ISBN 0-8153-2305-0.
- Irwin H. Segel. Enzyme Kinetics: Behavior and Analysis of Rapid Equilibrium and Steady-State Enzyme Systems (Book 44 изд.). Wiley Classics Library. ISBN 0471303097.

## Spoljašnje veze
- Galactan+endo-beta-1,3-galactanase на 